# Robert Gumny
Robert Krzysztof Gumny (ur. 4 czerwca 1998 w Poznaniu) – polski piłkarz, występujący na pozycji obrońcy, w Lechu Poznań oraz w reprezentacji Polski.

## Kariera klubowa
Wychowanek Lecha Poznań. W Ekstraklasie zadebiutował 19 marca 2016 w przegranym meczu z Legią Warszawa (0:2), w którym w 90. minucie zmienił Tomasza Kędziorę. Sezon 2015/2016 zakończył z czterema występami w najwyższej klasie rozgrywkowej na koncie. 7 lipca 2016 wystąpił przez pełne 90. minut w wygranym spotkaniu o Superpuchar Polski z Legią Warszawa (4:1). W rundzie jesiennej sezonu 2016/2017 rozegrał w Ekstraklasie sześć meczów, wystąpił także w jednym spotkaniu Pucharu Polski (z Ruchem Chorzów).
W styczniu 2017 został wypożyczony na pół roku do Podbeskidzia Bielsko-Biała. W rundzie wiosennej sezonu 2016/2017 był jego podstawowym zawodnikiem – w I lidze rozegrał 14 meczów (wszystkie w pierwszym składzie), strzelając dwa gole w spotkaniach z GKS-em Katowice (2:1; 31 marca 2017) i MKS-em Kluczbork (3:1; 4 czerwca 2017). W czerwcu 2017 powrócił do Lecha Poznań. 29 czerwca 2017 zadebiutował w Lidze Europy w wygranym meczu pierwszej rundy eliminacyjnej z macedońskim Pelisterem (4:0). Na początku sierpnia 2017 podpisał z poznańskim klubem nowy kontrakt, obowiązujący do końca czerwca 2021. W 2019 r. zwyciężył w plebiscycie Głosu Wielkopolskiego na najlepszego piłkarza Wielkopolski.
2 września 2020 podpisał 5 letnią umowę z niemieckim zespołem FC Augsburg.
1 lipca 2025 został ponownie zawodnikiem Lecha Poznań podpisując 2 letni kontrakt .
| Klub                              | Sezon         | Liga        | Liga | Liga | Puchar Krajowy | Puchar Krajowy | Liga Europy | Liga Europy | Superpuchar | Superpuchar | Razem | Razem |
| Klub                              | Sezon         | Liga        | M    | B    | M              | B              | M           | B           | M           | B           | M     | B     |
| --------------------------------- | ------------- | ----------- | ---- | ---- | -------------- | -------------- | ----------- | ----------- | ----------- | ----------- | ----- | ----- |
| Lech Poznań                       | 2015/2016 (w) | Ekstraklasa | 4    | 0    | 1              | 0              | –           | –           | –           | –           | 5     | 0     |
| Lech Poznań                       | 2016/2017 (j) | Ekstraklasa | 6    | 0    | 1              | 0              | –           | –           | 1           | 0           | 8     | 0     |
| Lech Poznań                       | 2017/2018     | Ekstraklasa | 33   | 0    | 0              | 0              | 5           | 0           | –           | –           | 38    | 0     |
| Lech Poznań                       | 2018/2019     | Ekstraklasa | 19   | 1    | 1              | 0              | –           | –           | –           | –           | 20    | 1     |
| Lech Poznań                       | 2019/2020     | Ekstraklasa | 21   | 1    | 1              | 0              | –           | –           | –           | –           | 22    | 1     |
| Lech Poznań                       | 2020/2021     | Ekstraklasa | 1    | 0    | 1              | 0              | 1           | 0           | –           | –           | 3     | 0     |
| Lech Poznań                       | Razem         | Razem       | 84   | 2    | 5              | 0              | 6           | 0           | 1           | 0           | 96    | 2     |
| FC Augsburg                       | 2020/2021     | Bundesliga  | –    | –    | 1              | 0              | –           | –           | –           | –           | –     | –     |
| FC Augsburg                       | Razem         | Razem       | –    | –    | 1              | 0              | –           | –           | –           | –           | 1     | 0     |
| Podbeskidzie Bielsko-Biała (wyp.) | 2016/2017 (w) | I liga      | 14   | 2    | –              | –              | –           | –           | –           | –           | 14    | 2     |
| Stan na 02 września 2020          |               |             |      |      |                |                |             |             |             |             |       |       |

## Kariera reprezentacyjna
W barwach reprezentacji Polski U-17 rozegrał jeden mecz w kwalifikacjach do mistrzostw Europy U-17 w Bułgarii – 26 marca 2015 wystąpił w spotkaniu z Irlandią (1:0). 9 sierpnia 2015 strzelił bramkę dla reprezentacji U-18 w towarzyskim meczu z Uzbekistanem (2:2, k. 5:6). W latach 2015–2017 wystąpił w siedmiu spotkaniach eliminacyjnych do mistrzostw Europy U-19 w Niemczech (2016) i mistrzostw Europy U-19 w Gruzji (2017).
11 listopada 2020 w meczu towarzyskim z Ukrainą zadebiutował w seniorskiej Reprezentacji Polski. Został powołany przez Czesława Michniewicza na Mistrzostwa Świata 2022, ale nie zagrał w żadnym spotkaniu turnieju.
Aktualne na 24 marca 2023
| Reprezentacja | Rok     | Mecze | Bramki |
| ------------- | ------- | ----- | ------ |
| Polska        |         |       |        |
| 2020          | 1       | 0     |        |
| 2021          | 1       | 0     |        |
| 2022          | 3       | 0     |        |
| 2023          | 1       | 0     |        |
| Ogólnie       | Ogólnie | 6     | 0      |

| Mecze i gole w reprezentacji | Mecze i gole w reprezentacji | Mecze i gole w reprezentacji | Mecze i gole w reprezentacji | Mecze i gole w reprezentacji | Mecze i gole w reprezentacji | Mecze i gole w reprezentacji |
| Lp.                          | Data                         | Miasto                       | Przeciwnik                   | Gol                          | Wynik                        | Rozgrywki                    |
| ---------------------------- | ---------------------------- | ---------------------------- | ---------------------------- | ---------------------------- | ---------------------------- | ---------------------------- |
| 1.                           | 11.11.2020                   | Chorzów                      | Ukraina                      |                              | 2:0                          | towarzyski                   |
| 2.                           | 09.10.2021                   | Warszawa                     | San Marino                   |                              | 5:0                          | el. MŚ 2022                  |
| 3.                           | 08.06.2022                   | Bruksela                     | Belgia                       |                              | 1:6                          | LN 2022/2023                 |
| 4.                           | 25.09.2022                   | Cardiff                      | Walia                        |                              | 1:0                          | LN 2022/2023                 |
| 5.                           | 16.11.2022                   | Warszawa                     | Chile                        |                              | 1:0                          | towarzyski                   |
| 6.                           | 24.03.2023                   | Praga                        | Czechy                       |                              | 1:3                          | el. ME 2024                  |

## Sukcesy

### Lech Poznań
- Superpuchar Polski: 2016